# فيديريكو مارتينيز (لاعب كرة قدم)
فيديريكو مارتينيز (بالإسبانية: Federico Martínez) هو لاعب كرة قدم أوروغواياني في مركز الوسط، ولد في 28 فبراير 1996 في مونتفيدو في الأوروغواي. لعب مع نادي ليفربول.

## وصلات خارجية
- فيديريكو مارتينيز (لاعب كرة قدم) على موقع قاعدة بيانات كرة القدم.إي يو (الإنجليزية)
- فيديريكو مارتينيز (لاعب كرة قدم) على موقع ناشيونال فوتبول تيمز (الإنجليزية)
- فيديريكو مارتينيز (لاعب كرة قدم) على موقع Soccerway.com (الإنجليزية)
- فيديريكو مارتينيز (لاعب كرة قدم) على موقع عالم كرة القدم.نت (الإنجليزية)